# Terry O'Quinn
Terrance „Terry“ O’Quinn (* 15. července 1952) je americký herec, držitel ceny Emmy.

## Život
Narodil se ve městě Sault Ste. Marie v Michiganu. Chodil na Michiganskou univerzitu a později také na univerzitu v Iowa City. Začal hrát v sedmdesátých letech a objevil se v takových filmech jako Tombstone, Nebeská brána nebo The Rocketeer, ale nejznámější je svojí rolí Johna Lockea v seriálu stanice ABC, Lost (Ztraceni).
Se svou ženou Lori má dva syny – Olivera a Huntera.

## Postava v seriáluZtraceni
John Locke je jedním z přeživších pádu letadla společnosti Oceanic Airlines. Po ztroskotání letadla na ostrově se zázračně uzdraví z ochrnutí spodní části těla. To ho přivede na myšlenku, že je nějak vnitřně spojen s ostrovem, a rozhodne se ho prozkoumat se všemi jeho tajemstvími a záhadami. Je také rozhodnut přimět ostatní, aby se nesnažili ukvapeně a za každou cenu dostat z ostrova.

## Vybraná filmografie
- Nebeská brána (1980)
- Stříbrná kulka (1985)
- Mladé pušky (1988)
- Star Trek: The Next Generation (1994)
- Akta X (1995, 1998, 2002)
- Millennium (1996-1999)
- JAG (1995–2005)
- Západní křídlo (2003–2004)
- Ztraceni (od 2004)